# ケネソー・マウンテン・ランディス
ケネソー・マウンテン・ランディス（英語: Kenesaw Mountain Landis、1866年11月20日 - 1944年11月25日）は、アメリカ合衆国の裁判官。イリノイ州連邦地裁判事、MLBの初代コミッショナーを務めた。

## 生涯
オハイオ州ミルビルで生まれ、インディアナ州ローガンズポートで育つ。名前は父エイブラハムが参戦して負傷したケネソー山の戦いにちなむ。
シンシナティ大学とユニオン・カレッジ・オブ・ローで法学を学び、学位取得後の1891年にシカゴで法律の実務に携わり始めた。1905年にセオドア・ルーズベルト大統領から連邦地方裁判所イリノイ州北部地区裁判所判事に任命され、1907年のスタンダード・オイルに対する反トラスト訴訟では重要な判決を下した。
シカゴ・ホワイトソックスの選手たちが1919年のワールドシリーズで八百長を働いたとされるブラックソックス事件が発生すると、MLBはイメージダウンによる大打撃を受けた。MLBはそれまでのナショナル・コミッションの3名が統治を行う形から、権威ある単独のコミッショナーを導入し、ランディスを初代コミッショナーに迎え入れた。
ランディスは事件に対処し、ブラックソックス事件に関わった8人の選手を永久追放とする裁定を下した。また、これ以外にも、オーナーたちの不正行為などを指弾し厳しく処分するなどの姿勢をとったことから、球界の最高権力者として振舞うというコミッショナーのイメージを定着させることになった。
またランディスは保守派としての顔もうかがえ、在任中に起きた、ブランチ・リッキーが展開したファーム・システムには批判的だった。これには若い才能ある選手たちがファーム・システムによって球団に拘束され、却ってビッグ・リーグで活躍する機会を失ってしまうという考えだったという。他にもニグロリーグの優秀な黒人プレーヤーへのメジャーリーグへの門戸を開くことは拒否的で、「ニグロリーグというのがあるのだから、別に入れなくてもいいのではないか」と言うほどだが、当時ランディスの周囲にも黒人選手がメジャーリーグでプレーすることに反対する球界関係者（キャップ・アンソンらが代表）が多かったのも確かである。
1944年、勤務先のコミッショナー事務局で、自らのデスクで勤務中に急死した。ランディスの死後、1947年にジャッキー・ロビンソンがデビューするなど、メジャーリーグは黒人を始めとする有色人種に対する門戸を徐々に開くようになるが、これはランディスの死と無関係ではないと指摘する者もいる。

## 参照
1. ↑  芝山幹郎. “ステロイドと殿堂。～野球の名誉を汚した男たち～”.   Number Web. 2013年1月13日閲覧。